# Zographus oculator
Zographus oculator är en skalbaggsart som först beskrevs av Fabricius 1775.  Zographus oculator ingår i släktet Zographus och familjen långhorningar. Inga underarter finns listade i Catalogue of Life.